# Baikalobia guttata
Baikalobia guttata is een platworm (Platyhelminthes). De worm is tweeslachtig. De soort leeft in het zoete water van het Baikalmeer. 
Het geslacht Baikalobia, waarin de platworm wordt geplaatst, wordt tot de familie Dendrocoelidae gerekend. De wetenschappelijke naam van de soort werd, als Planaria guttata voor het eerst geldig gepubliceerd in 1858 door Gerstfeldt. De naam komt in de literatuur ook voor als Sorocelis guttata. Het is de typesoort van het geslacht Baikalobia.